# 1937 في العراق
فيما يلي قوائم الأحداث التي وقعت خلال عام 1937 في العراق.

## سياسة

### تعيين في المنصب
- 1 يونيو – عبد المهدي المنتفكي وزير الاقتصاد والمواصلات.

### اغتيال
11 أغسطس - اغتيال بكر صدقي رئيس أركان الجيش و محمد علي جواد قائد القوة الجوية في الموصل.

### انتهاء فترة المنصب
- 16 أغسطس – عبد المهدي المنتفكي وزير الاقتصاد والمواصلات.

## مواليد
- حفصة العمري

### يناير
- 1 يناير – ألون بن مئير
- 1 يناير – سمير عبد العزيز النجم
- 1 يناير – لميعة توفيق مغنية عراقية.
- 1 يناير – مائدة نزهت مطربة عراقية.
- 1 يناير – محسن عبد الحميد سياسي عراقي.
- 1 يناير – محمد محجوب الدوري
- 1 يناير – نمير كردار رائد أعمال عراقي.

### فبراير
- 23 فبراير – آمنة الصدر

### مارس
- 6 مارس – بول ميفانو ملحن فرنسي.

### أبريل
- 24 أبريل – رافع دحام التكريتي سياسي عراقي.
- 28 أبريل – صدام حسين رابع رئيس لجمهورية العراق والأمين القطري لحزب البعث العربي الاشتراكي.

### يونيو
- 11 يونيو – نظمي أوجي رجل أعمال من المملكة المتحدة.
- 24 يونيو – ساجدة خيرالله طلفاح معلمة عراقية والزوجة الأولى لصدام حسين.

### سبتمبر
- 26 سبتمبر – إيلي عمير

### تشرين الثاني
- 11 تشرين الثاني – يسرى سعيد ثابت مناضل عراقية.

## وفيات

### يناير
- 1 يناير – محمد علي أفندي (مواليد 1852)
- 21 يناير – ياسين الهاشمي (مواليد 1882)

### أغسطس
- 11 أغسطس – بكر صدقي (مواليد 1890) سياسي وعسكري عراقي.
- 11 أغسطس - محمد علي جواد قائد القوة الجوية .

### ديسمبر
- 5 ديسمبر – ألفونس منغنا (مواليد 1878) ثيولوجي عراقي.
- 10 ديسمبر – محمود أحمد السيد (مواليد 1903) روائي وصحفي ومترجم عراقي.